# Лаудон (переписна місцевість, Нью-Гемпшир)
Лаудон (англ. Loudon) — переписна місцевість (CDP) в США, в окрузі Меррімак штату Нью-Гемпшир. Населення — 711 особа (2020).

## Географія
Лаудон розташований за координатами 43°16′58″ пн. ш. 71°27′53″ зх. д. / 43.28278° пн. ш. 71.46472° зх. д. (43.282760, -71.464694).  За даними Бюро перепису населення США в 2010 році переписна місцевість мала площу 4,31 км², уся площа — суходіл.

## Демографія
Згідно з переписом 2010 року, у переписній місцевості мешкало 559 осіб у 233 домогосподарствах у складі 147 родин. Густота населення становила 130 осіб/км².  Було 256 помешкань (59/км²).
Расовий склад населення:
| - 97,5 % — білих - 0,5 % — азіатів - 0,2 % — корінних американців - 0,2 % — чорних або афроамериканців |

До двох чи більше рас належало 1,4 %. Частка іспаномовних становила 0,9 % від усіх жителів.
За віковим діапазоном населення розподілялося таким чином: 20,9 % — особи молодші 18 років, 58,2 % — особи у віці 18—64 років, 20,9 % — особи у віці 65 років та старші. Медіана віку мешканця становила 46,1 року. На 100 осіб жіночої статі у переписній місцевості припадало 91,4 чоловіків;  на 100 жінок у віці від 18 років та старших — 85,7 чоловіків також старших 18 років.
Середній дохід на одне домашнє господарство  становив 71 016 доларів США (медіана — 64 625), а середній дохід на одну сім'ю — 79 091 долар (медіана — 65 313). За межею бідності перебувало 2,4 % осіб, у тому числі 0,0 % дітей у віці до 18 років та 4,9 % осіб у віці 65 років та старших.
Цивільне працевлаштоване населення становило 189 осіб. Основні галузі зайнятості: науковці, спеціалісти, менеджери — 25,4 %, роздрібна торгівля — 20,1 %, сільське господарство, лісництво, риболовля — 11,1 %, освіта, охорона здоров'я та соціальна допомога — 10,1 %.